# Amygdalops poecilus
Amygdalops poecilus är en tvåvingeart som beskrevs av Rohacek 2004. Amygdalops poecilus ingår i släktet Amygdalops och familjen sumpflugor. Inga underarter finns listade i Catalogue of Life.